# Mimosa affinis
Mimosa affinis es una especie de herbácea en la familia de las Fabaceae. 

## Descripción
Son herbáceas a sufruticosas erectas o rastreras, que alcanzan un tamaño de 0.1–0.4 m de alto, ramas teretes, híspidas a glabras, con 1–3 aguijones infraestipulares y otros dispuestos irregularmente en los entrenudos. Pinnas 1 par; folíolos 8–12 pares, oblicuamente oblongos, 8–17 mm de largo y 2–4 mm de ancho, ápice agudo a acuminado, margen largamente setoso, glabros en ambas superficies o ligeramente pubescentes en el envés; pecíolos espinosos a inermes, estípulas ampliamente lanceoladas a subuladas, híspidas a glabras, estriadas. Cabezuelas globosas, axilares, brácteas 2/3 de la longitud de la corola o tan largas como ésta; cáliz campanulado, 1/8 de la longitud de la corola, glabro, margen ciliado; corola 4-lobada, glabra, rosada; estambres 4. Fruto oblongo, 1–1.5 cm de largo y 4–6 mm de ancho, con 2–4 artículos, ápice apiculado a cuspidado, valvas glabras a pubescentes, margen setoso, cortamente estipitado o sésil; semillas lenticulares, oblongas, 3–3.4 mm de largo, 2.4–3.1 mm de ancho y 1–1.5 mm de grueso, la testa lisa, ocre a café-rojiza, la línea fisural 3/4 de la longitud de la semilla.

## Distribución
Se encuentra en  suelos volcánicos, en México, Belice, Guatemala y Nicaragua. 

## Taxonomía
Mimosa affinis fue descrita por Benjamin Lincoln Robinson  y publicado en Botanical Gazette 16(12): 341. 1891.
Etimología
Mimosa: nombre genérico derivado del griego μιμος (mimos), que significa "imitador"
affinis: epíteto latino que significa "con afinidad".
Sinonimia
- Mimosa mazaltana M.E.Jones	[4]